# WAY-181,187
WAY-181,187 je visoko potentan i selektivan pun agonist 5-6 receptora. On indukuje robustno povišenje ekstracelularnih GABA nivoa u frontalnom režnju, hipokampusu, strijatumu, i amigdali kod pacova, nema uticaja na koncentraciju u cingularnom režnju ili talamusu, i umereno utiče na nivoe norepinefrina, serotonina, dopamina, ili glutamata u tim oblastima. WAY-181,187 je efikasan u modelima na glodarima za depresiju, anksioznost, i  opsesivno-kompulzivni poremećaj, mada je pokazano do umanjuje kogniciju i memoriju.